# Стрибки у воду на літніх Олімпійських іграх 2024
Змагання зі стрибків у воду на літніх Олімпійських іграх 2024 відбувалися з 27 липня по 10 серпня 2024 року. Було розіграно 8 комплектів нагород.

## Кваліфікація
Для стрибунів у воду було виділено 136 квот з рівним розподілом для чоловіків та жінок. Кожний НОК може бути представлений максимум двома спортсменами у кожному індивідуальному змаганні, а також одною парою в синхронних стрибках. В загальному країну можуть представити максимально 16 спортсменів (по 8 чоловіків та жінок). Щоб виступити на змаганнях спортсмену має виповнитися 14 років до 31 грудня 2023 року, а також має мати досвід виступів на змаганнях під егідою World Aquatics.

## Розклад
| ПР | Попередній раунд | ПФ | Півфінал | Ф | Фінал |

| Дисципліна ↓ / Дата →        | Суб 27 | Пон 29 | Сер 31 | П'ят 2 | Пон 5 | Пон 5 | Вів 6 | Сер 7 | Чет 8 | П'ят 9 | Суб 10 | Суб 10 |
| ---------------------------- | ------ | ------ | ------ | ------ | ----- | ----- | ----- | ----- | ----- | ------ | ------ | ------ |
| Чоловіки                     |        |        |        |        |       |       |       |       |       |        |        |        |
| Трамплін, 3 метри            |        |        |        |        |       |       | ПР    | ПФ    | Ф     |        |        |        |
| Вишка, 10 метрів             |        |        |        |        |       |       |       |       |       | ПР     | ПФ     | Ф      |
| Синхронний трамплін, 3 метри |        |        |        | Ф      |       |       |       |       |       |        |        |        |
| Синхронна вишка, 10 метрів   |        | Ф      |        |        |       |       |       |       |       |        |        |        |
| Жінки                        |        |        |        |        |       |       |       |       |       |        |        |        |
| Трамплін, 3 метри            |        |        |        |        |       |       |       | ПР    | ПФ    | Ф      |        |        |
| Вишка, 10 метрів             |        |        |        |        | ПР    | ПФ    | Ф     |       |       |        |        |        |
| Синхронний трамплін, 3 метри | Ф      |        |        |        |       |       |       |       |       |        |        |        |
| Синхронна вишка, 10 метрів   |        |        | Ф      |        |       |       |       |       |       |        |        |        |

## Таблиця медалей
*   Країна-господарка (Франція)
| Місце               | NOC                 | Золото | Срібло | Бронза | Загалом |
| ------------------- | ------------------- | ------ | ------ | ------ | ------- |
| 1                   | Китай               | 8      | 2      | 1      | 11      |
| 2                   | Велика Британія     | 0      | 1      | 4      | 5       |
| 3                   | КНДР                | 0      | 1      | 1      | 2       |
| 3                   | Мексика             | 0      | 1      | 1      | 2       |
| 5                   | Австралія           | 0      | 1      | 0      | 1       |
| 5                   | США                 | 0      | 1      | 0      | 1       |
| 5                   | Японія              | 0      | 1      | 0      | 1       |
| 8                   | Канада              | 0      | 0      | 1      | 1       |
| Загалом (8 збірних) | Загалом (8 збірних) | 8      | 8      | 8      | 24      |

## Медалісти
| Дисципліна                   | Золото                              | Срібло                                      | Бронза                                                    |
| ---------------------------- | ----------------------------------- | ------------------------------------------- | --------------------------------------------------------- |
| Чоловіки                     |                                     |                                             |                                                           |
| трамплін, 3 метри            | Сє Сиї (CHN)                        | Ван Цзунюань (CHN)                          | Осмар Ольвера (MEX)                                       |
| вишка, 10 метрів             | Цао Юань · Китай                    | Тамаї Рікуто · Японія                       | Ноа Вільямс · Велика Британія                             |
| синхронний трамплін, 3 метри | Китай (CHN) Ван Цзунюань Лун Даої   | Мексика (MEX) Хуан Селая Осмар Ольвера      | Велика Британія (GBR) Ентоні Гардінґ Джек Лафер           |
| синхронна вишка, 10 метрів   | Китай (CHN) Ян Хао Лянь Цзюньцзє    | Велика Британія (GBR) Том Дейлі Ноа Вільямс | Канада (CAN) Райлен Вайнс Натан Шомбор-Маррей             |
| Жінки                        |                                     |                                             |                                                           |
| трамплін, 3 метри            | Чень Ївень · Китай                  | Меддісон Кіні · Австралія                   | Чан Яні · Китай                                           |
| вишка, 10 метрів             | Цюань Хунчань (CHN)                 | Чень Юйсі (CHN)                             | Кім Мі Ре (PRK)                                           |
| синхронний трамплін, 3 метри | Китай (CHN) Чан Яні Чень Ївень      | США (USA) Сара Бейкон Кассіді Кук           | Велика Британія (GBR) Ясмін Гарпер Скарлетт М'ю Дженсен   |
| синхронна вишка, 10 метрів   | Китай (CHN) Чень Юйсі Цюань Хунчань | Північна Корея (PRK) Кім Мі Ре Чо Чін Мі    | Велика Британія (GBR) Андреа Спендоліні-Сіріє Луїс Тулсон |